# Ювал Ной Харарі
Ювал Ной Харарі, також Юваль Ной Харарі (івр. יובל נח הררי Юваль Ноах Гарарі, нар. 24 лютого 1976, Кір'ят-Ата) — ізраїльський історик, доктор філософії, професор, визнаний фахівець в області військової історії. Від 2005 року викладає у Єврейському університеті в Єрусалимі, досліджує військову та універсальну історію. Його науково-популярна монографія «Людина розумна. Історія людства від минулого до майбутнього» стала міжнародним бестселером. В Ізраїлі він став настільки добре відомим, що регулярно пише колонки для газети Haaretz.

## Біографія
У 1993—1998 рр. вивчав історію в Єврейському університеті в Єрусалимі, спочатку спеціалізувався на військовій історії в епоху середньовіччя. Він отримав ступінь доктора філософії в Коледжі Ісуса в Оксфордському університеті під керівництвом Стівена Ганна.
У 2002 році Гарарі здобув докторський ступінь (доктор філософії) за роботу «History and I. War and the Relations between History and Personal Identity in Renaissance Military Memoirs, c. 1450—1600» (українською: Історія і Я. Війна і відносини між історією і персональною ідентичністю у військових мемуарах Ренесансу). Відтоді він опублікував кілька досліджень з військової історії різних епох. В 2003 р. Харарі був пост-докторантом в Єврейському університеті в Єрусалимі, де він викладає від 2005 року.
Нині він продовжує вивчати світову історію та макро-історичні процеси. Його книга «Людина розумна. Історія людства від минулого до майбутнього» дає огляд історії людства від доісторичних витоків до наших днів. Книга перекладена майже на 30 мов.
З самого початку російського вторгнення в Україну, підтримує Україну про що неодноразово заявляв. «Я вважаю, завдяки тому, що українці зупиняють російські танки голими руками, весь світ може бути в безпеці. Цей народ і собі, і світові показав та довів, що він справді є вільною нацією», — заявив Харарі в інтерв'ю українському телеканалу Freedom. Також зустрічався із студентами Української академії лідерства.
Живе разом зі своїм чоловіком Іциком Яхавом у мошаві Кармей-Йосеф біля Бейт-Шемеша.

## Відзнаки і нагороди
- Член Молодої ізраїльської академії наук (2012)
- Премія Полонського за креативність і оригінальність (2009, 2012)
- Премія Монкадо за видатні статті з військової історії (2011)

### Переклади українською
Книги
- Ювал Ной Харарі. Людина розумна. Історія людства від минулого до майбутнього. — Х. : Книжковий Клуб "Клуб Сімейного Дозвілля", 2016. — 544 с. — ISBN 978-617-12-1531-3.
- Ювал Ной Харарі. Homo Deus. Людина божественна: За лаштунками майбутнього. — К. : BookChef, 2018. — 464 с. — ISBN 978-617-7559-13-8.
- Ювал Ной Харарі. 21 урок для 21 століття. — К. : BookChef, 2018. — 416 с. — ISBN 978-617-7559-48-0.

Публікації
- Юваль Ной Гарарі. Чому Путін вже програв цю війну. The Guardian, 28 лютого 2022
- Юваль Ной Гарарі. На кону в Україні — напрям людської історії. The Economist, 9 лютого 2022
- Юваль Ной Гарарі. Що 2050-й рік готує людству. Wired, 12 серпня 2018
- Юваль Ной Гарарі. Загадка безсмертя. Newsweek, 26 березня 2018
- Юваль Ной Гарарі. Вони залізуть в нашу свідомість і будуть формувати майбутні форми життя. World Economic Forum, Davos 2018
- Юваль Ной Гарарі. Грядуть найнерівніші суспільства? The Guardian, 24 травня 2017
- Юваль Ной Гарарі. Зручний міф про правду. НВ, 8 вересня 2019
- Юваль Ной Гарарі. Держава щасливої людини. НВ, 29 вересня 2019
- Юваль Ной Гарарі. Кінець вашої незалежності. НВ, 6 жовтня 2019
- Юваль Ной Гарарі. Ми маємо бути дуже обережними. НВ, 15 жовтня 2019
- Юваль Ной Гарарі. Вийти за межі націоналізму. НВ, 14 січня 2019